# دانشکده مهندسی نفت دانشگاه صنعتی امیرکبیر
دانشکده مهندسی نفت در دانشگاه صنعتی امیرکبیر در سال ۱۳۸۰ شروع به کار کرد.

## تاریخچه
در آغاز، دانشکده مهندسی نفت تنها یک اتاق در طبقه ۹ام دانشکده نساجی بوده‌است. پس از مدتی یک ساختمان  مسکونی واقع در خیابان رشت توسط دانشگاه خریداری و در اختیار دانشکده قرار گرفت (مکان بهداری فعلی دانشگاه). از سال ۱۳۸۳ و از طریق کنکور سراسری اولین دوره دانشجویان کارشناسی پذیرفته شدند. 
سال ۱۳۸۱ بودجه‌ای از طرف وزارت نفت به منظور تأسیس دانشکده نفت به سه دانشگاه شریف، صنعتی امیرکبیر و تهران اختصاص داده شد. در دانشگاه امیرکبیر مقدمات و طراحی‌ها برای تأسیس دانشکده انجام شده بود اما پروژه به دلایل نامعلوم تا سال ۸۵ به کندی پیش رفت. در سال ۸۵ با پروژه ساخت دانشکده سرعت بیش تری گرفت و در سال ۸۷ به صورت نیمه تمام به بهره برداری رسید. در سال ۱۳۸۷ تجهیزات آزمایشگاهی و دستگاه‌های خریداری شده از دانشکده نفت واقع در خیابان رشت به محل تازه تأسیس منتقل شد. و با پیگیری مسئولین و تلاش متخصصین داخلی تعدادی از تجهیزات خریداری، تکمیل و راه اندازی شد.
در سال ۱۳۸۷ مقطع دکتری تخصصی نفت در گرایش مخازن و اکتشاف در دانشکده راه‌اندازی شد و اقدام به جذب دانشجو کرد. هم‌اکنون دانشکده نفت در سه مقطع کارشناسی، ۱۹۹ نفر، ارشد، در شش گرایش ۲۹۴ نفر، دکتری در ۲ دو گرایش ۵۵ نفر و تعداد ۱۰ نفر عضو هیئت علمی ثابت و ۲۰ نفر هیئت علمی همکار از صنعت به کار خود ادامه می‌دهد.
این دانشکده پس از دانشگاه صنعت نفت کامل‌ترین مجموعه مهندسی نفت کشور می‌باشد.